# فقط تو
فقط تو (انگلیسی: Only You) فیلمی در ژانر کمدی رمانتیک به کارگردانی نورمن جویسون و کری وودز است که در سال ۱۹۹۴ منتشر شد.

## خلاصه فیلم
"فیت" اعتقاد دارد دو نیمه گمشده می‌توانند به هم برسند. او بر روی یک تخته، نام نیمه گمشده خود را پیدا می‌کند، "D-A-M-O-N B-R-A-D-L-E-Y". بعدها در یک کارناوال، یک پیشگو نیز نام "دیمون بردلی" را از گوی شیشه‌ای‌اش به او می‌گوید و "فیت" به‌طور کامل به این مسئله اعتقاد پیدا می‌کند…